# Hällestads kyrka, Skåne
Hällestads kyrka är en kyrkobyggnad i Torna-Hällestad. Den tillhör Dalby församling, tidigare Hällestads församling, Skåne, i Lunds stift.

## Kyrkobyggnaden
Det brukar sägas att Hällestads kyrka uppfördes under 1100-talet. Andra romanska kyrkobyggnader från denna tid finns i närbelägna orter som Silvåkra, Dalby och Bonderup. Murverksundersökningar har emellertid visat att den nuvarande kyrkan byggdes i mitten av 1400-talet. Den förmodade romanska kyrkan skulle då ha ödelagts vid Karl Knutssons härjningar i Skåne 1452. Några egentliga bevis för denna hypotes finns dock inte. Det vi med säkerhet vet är att det vid denna tid uppfördes en kyrka med trappsteggavelförsett och valvslaget långhus samt ett troligen rakslutat kor i öster. Tornet tillkom troligen i mitten av 1500-talet.
Under 1800-talets mitt byggdes kyrkan ut med korsarmar, nytt kor och tresidig sakristia efter ritningar upprättade av arkitekt Johan Erik Söderlund. Då inmurades tre runstenar (Hällestadstenen 1, 2 och 3) i kyrkans östra yttermur.

## Kalkmålningarna
Medeltida kalkmålningar täcker långhusets två kryssvalv och de är mycket välbevarade i de två västligaste valven. Målningarna är utförda av den så kallade Vittskövlemästarens, Nils Håkanssons, verkstad. Enligt en uppgift av prebendekomministern Johan Åkerman kunde han tyda ett årtal på målningarna till år 1460 vilket stämmer väl med Vittskövlemästarens verksamhetstid. Kalkmålningarna rengjordes och konsoliderades under våren 2015 av Skånes målerikonservatorer.  
Samtliga åtta valvytor återger scener ur passionshistorien, det vill säga Jesus lidandes historia. Motiven är ett gott exempel på ”Biblia pauperum” det vill säga ”De fattigas bibel”. Bilderna blev en pedagogisk del i prästens predikan för alla de som inte kunde läsa eller som inte hade råd med en bibel.
Berättelsen startar i det mittersta kryssvalvets norra valvtravé och går sedan medurs runt kryssvalvet. Den fortsätter sedan i det västliga kryssvalvets östra valvtravé och går även här medsols.
Bilderna är i ordningsföljd följande:
- Jesu intåg i Jerusalem. Jesus rider på en åsna och Herodes väntar vid stadsporten.
- Jesus tvättar lärjungarnas fötter. Petrus är den förste att bli tvättad och han sitter med fötterna i en träbalja.
- Instiftandet av den heliga nattvarden. Förrädaren Judas sitter mitt framför Jesus.
- Jesus i bön i Getsemane trädgård medan lärjungarna sitter halvsovande.

I det västliga valvet fortsätter berättelsen:
- Jesus förråds av lärjungen Judas som har pengapungen i bältet med de silvermynt han fick för sitt förräderi. Petrus vid Jesus sida sticker sitt svärd i skidan efter att ha huggit örat av en av tempeltjänarna. Jesus läker den skadades öra.
- Jesus förs fängslad av en narr till Herodes.
- Jesus förs av mannen i sin narrdräkt till översteprästerna för att förhöras.
- Jesus förs av narren till ståthållaren Pontius Pilatus som tvår sina händer i ett stort fat med vatten.

## Orgel
- 1905 byggde Olof Hammarberg, Göteborg en orgel med 11 stämmor.
- Den nuvarande orgeln byggdes 1974 av A. Mårtenssons Orgelfabrik AB, Lund och är en mekanisk orgel.

| Manual I      | Manual II     | Pedal         | Koppel |
| Gedackt 8'    | Fugara 8'     | Subbas 16´    | I/P    |
| Principal 4'  | Rörflöjt 4'   | Oktavbas 8'   | II/P   |
| Waldflöjt 2'  | Principal 2'  | Kvintadena 4' | II/I   |
| Mixtur 3 chor | Nasard 1 1/3' |               |        |
|               | Dulcian 8'    |               |        |
|               | Tremulant     |               |        |

## Bilder

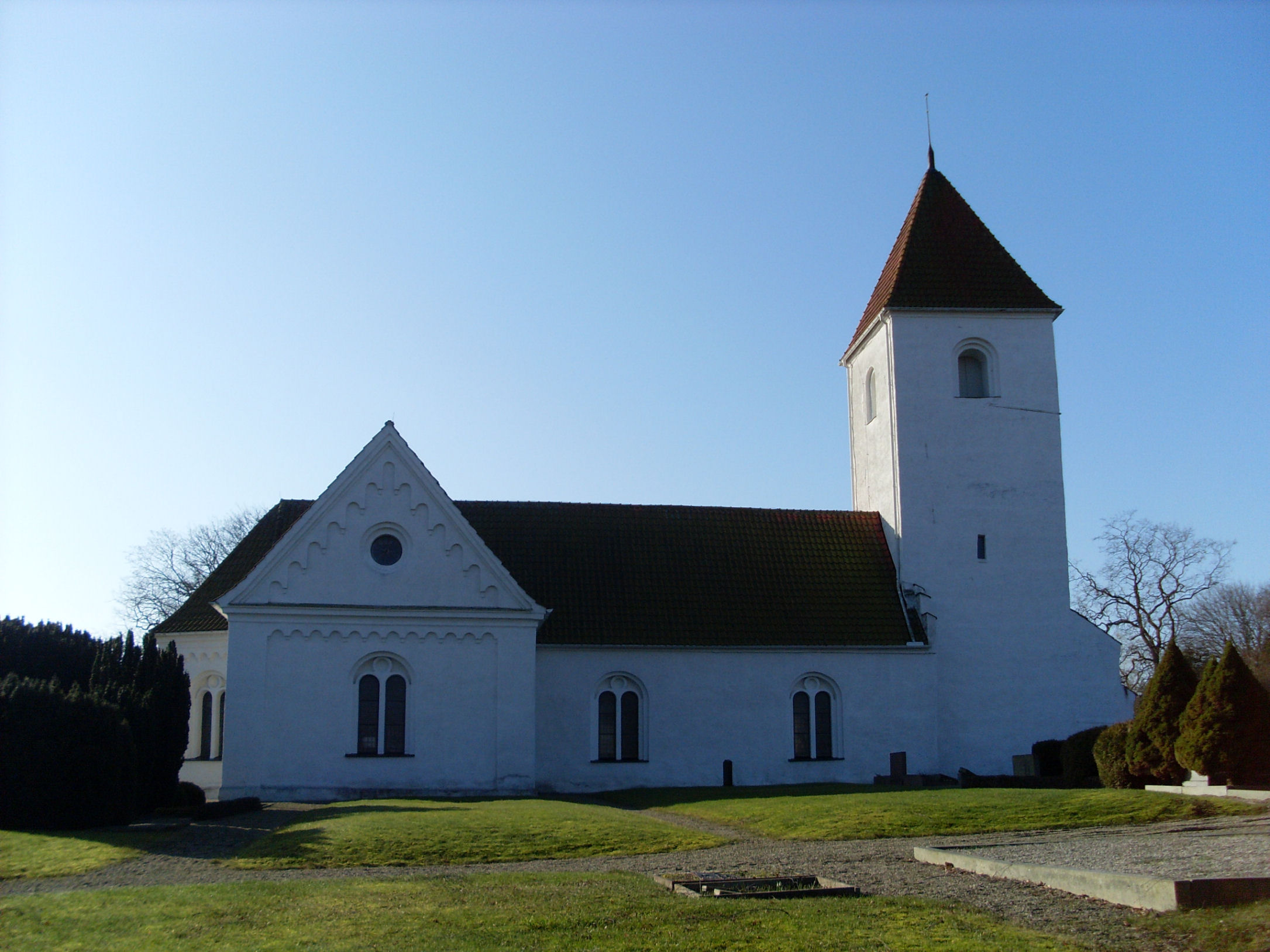
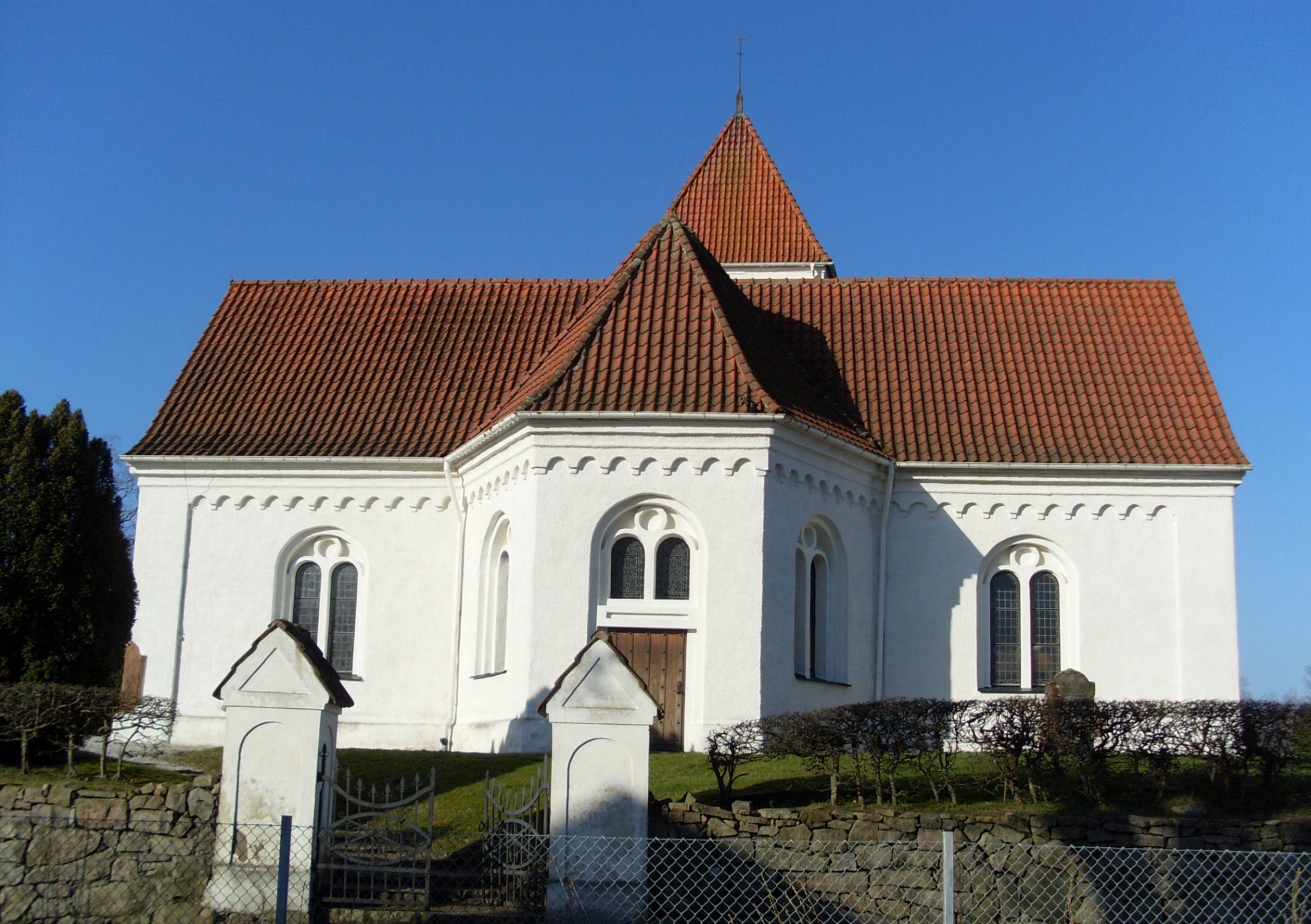
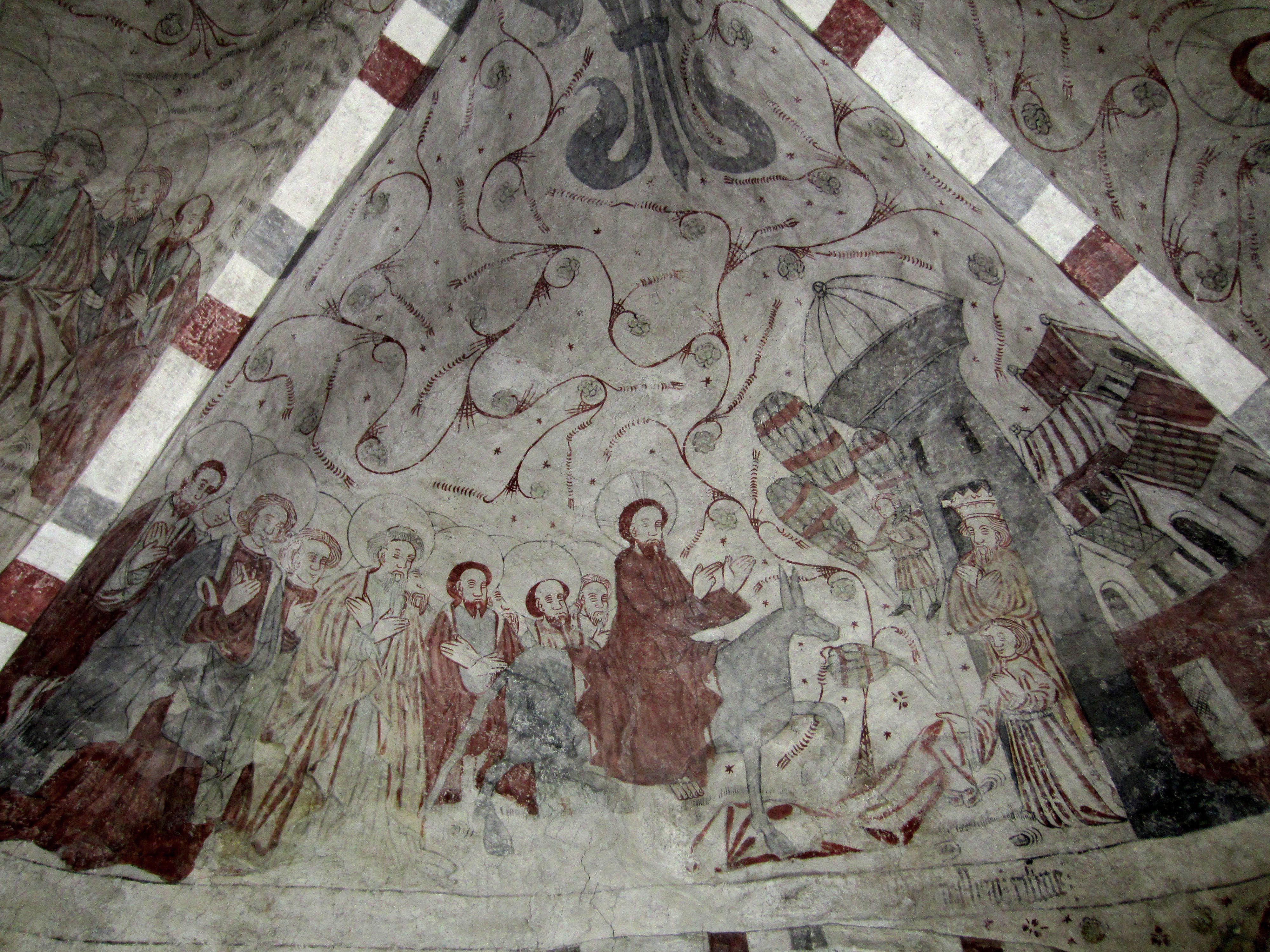
Kalkmålningarna scen 1.
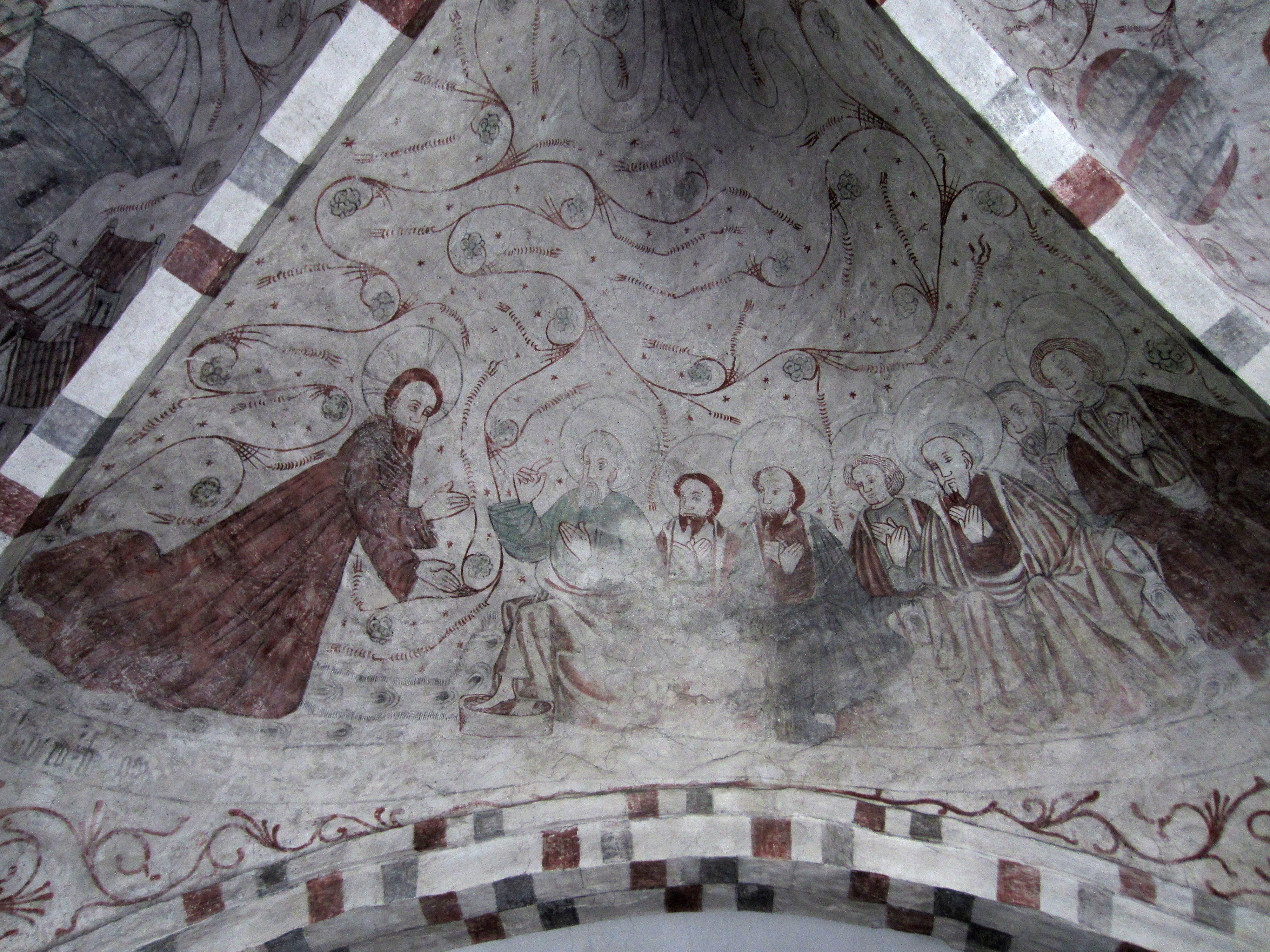
Kalkmålningarna scen 2.
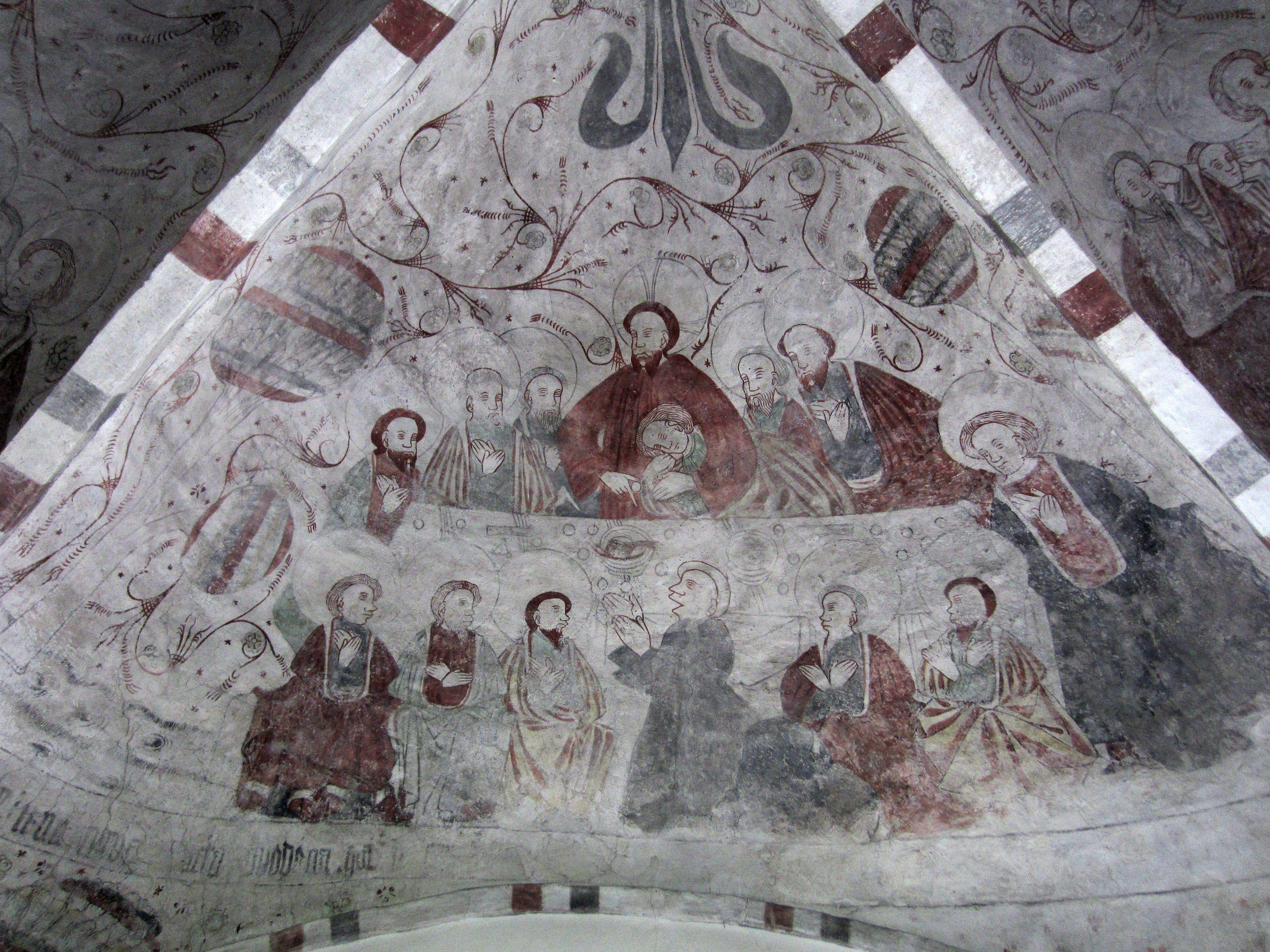
Kalkmålningarna scen 3.
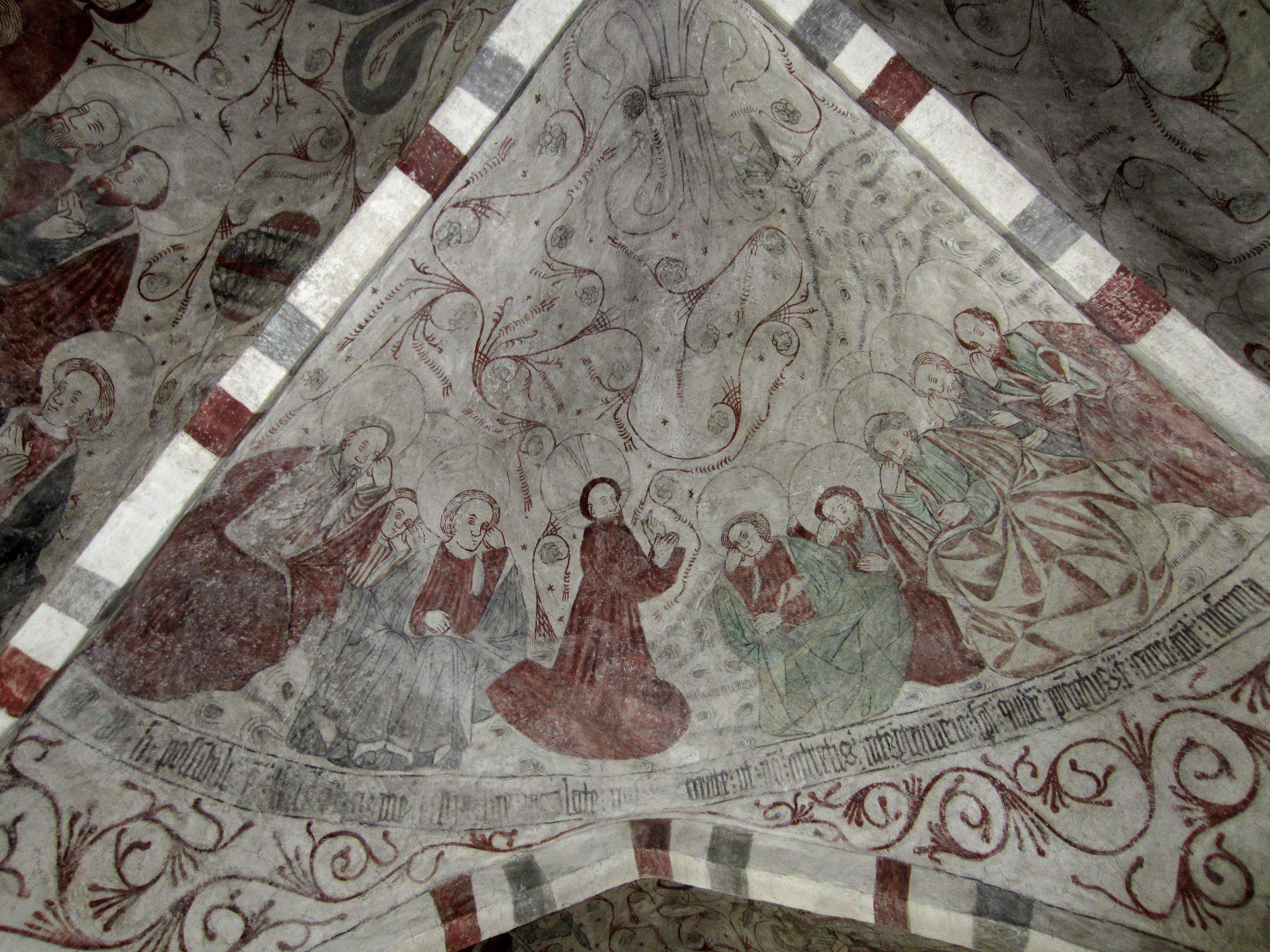
Kalkmålningarna scen 4.
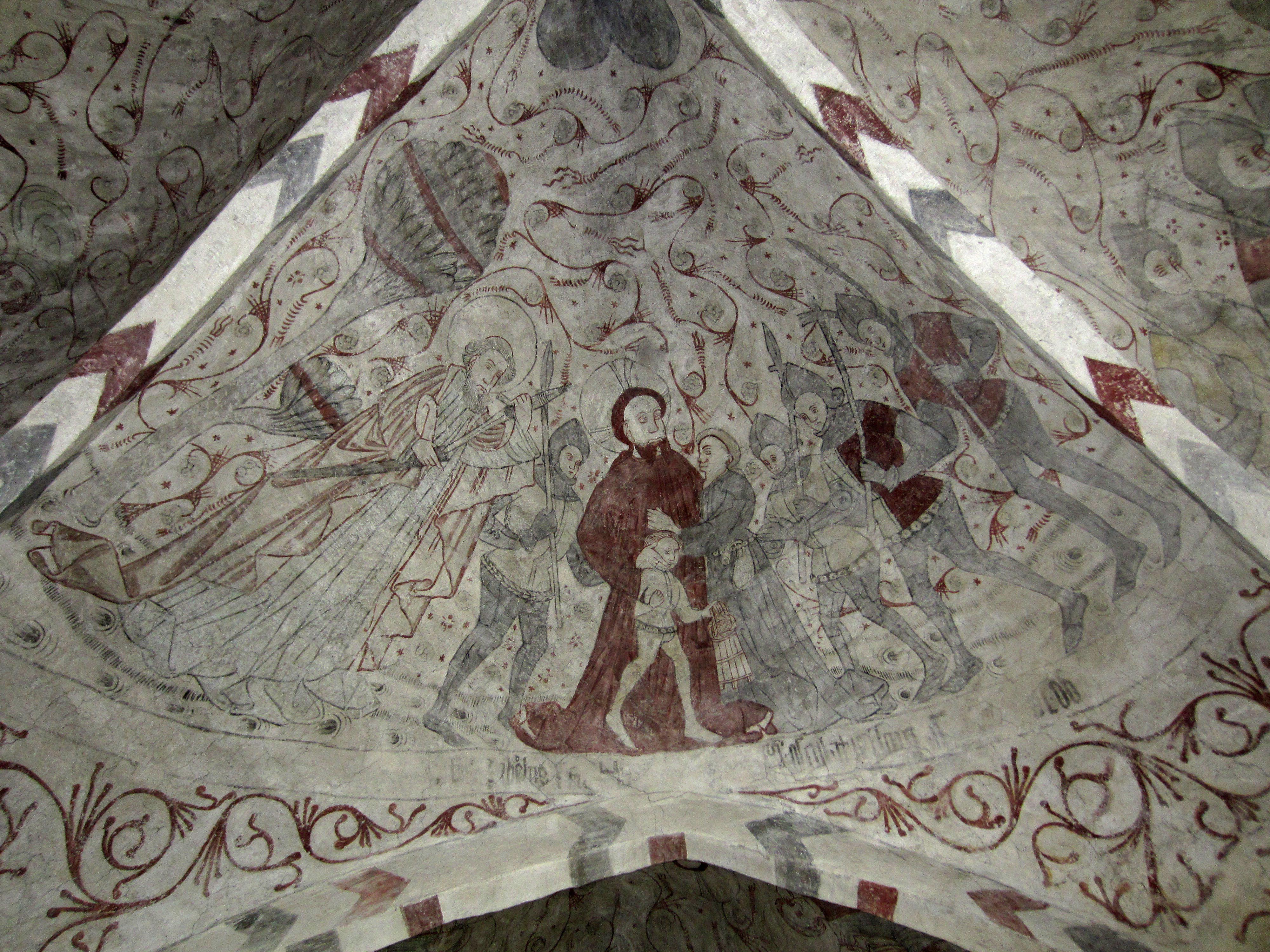
Kalkmålningarna scen 5.
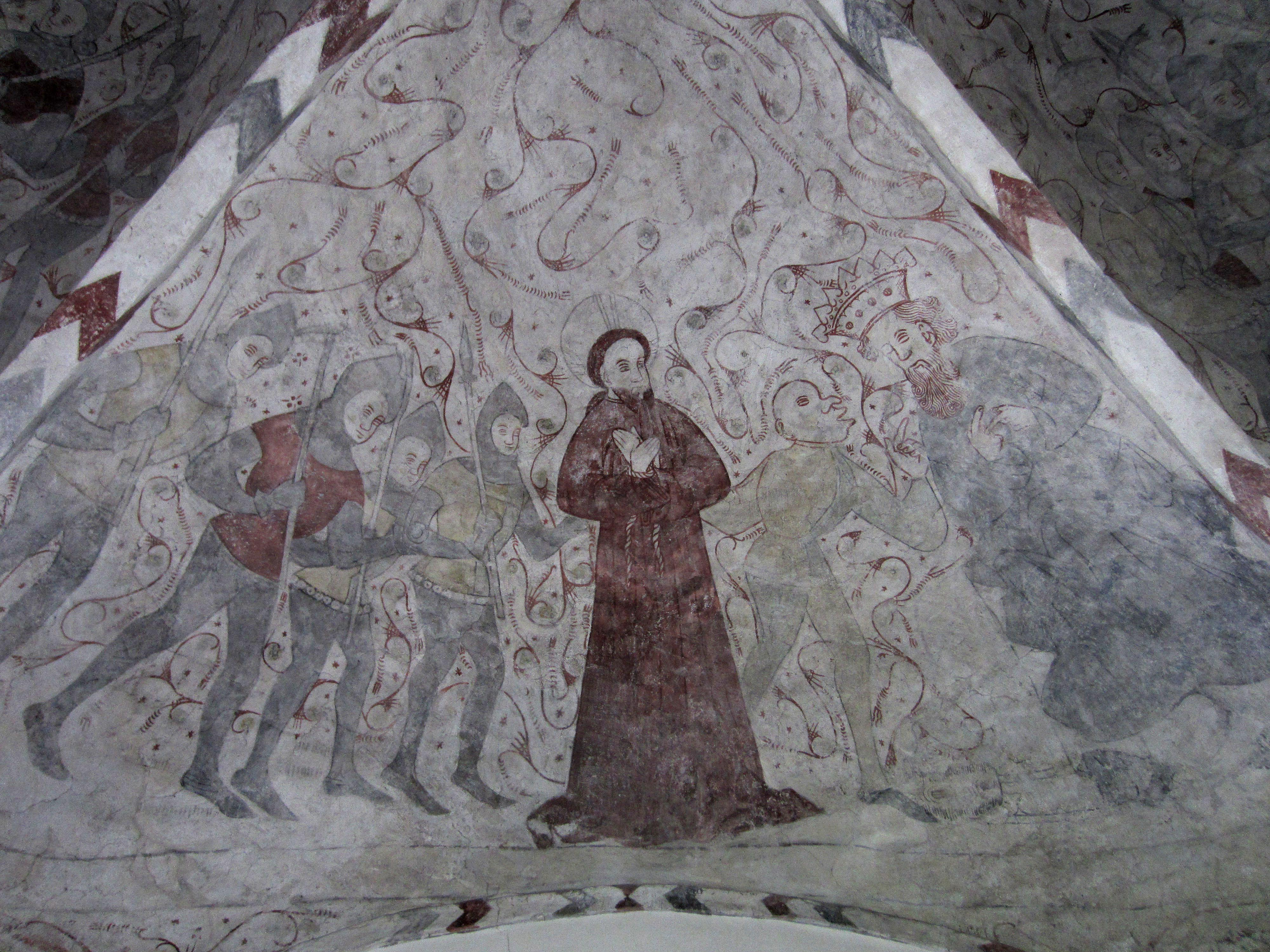
Kalkmålningarna scen 6.
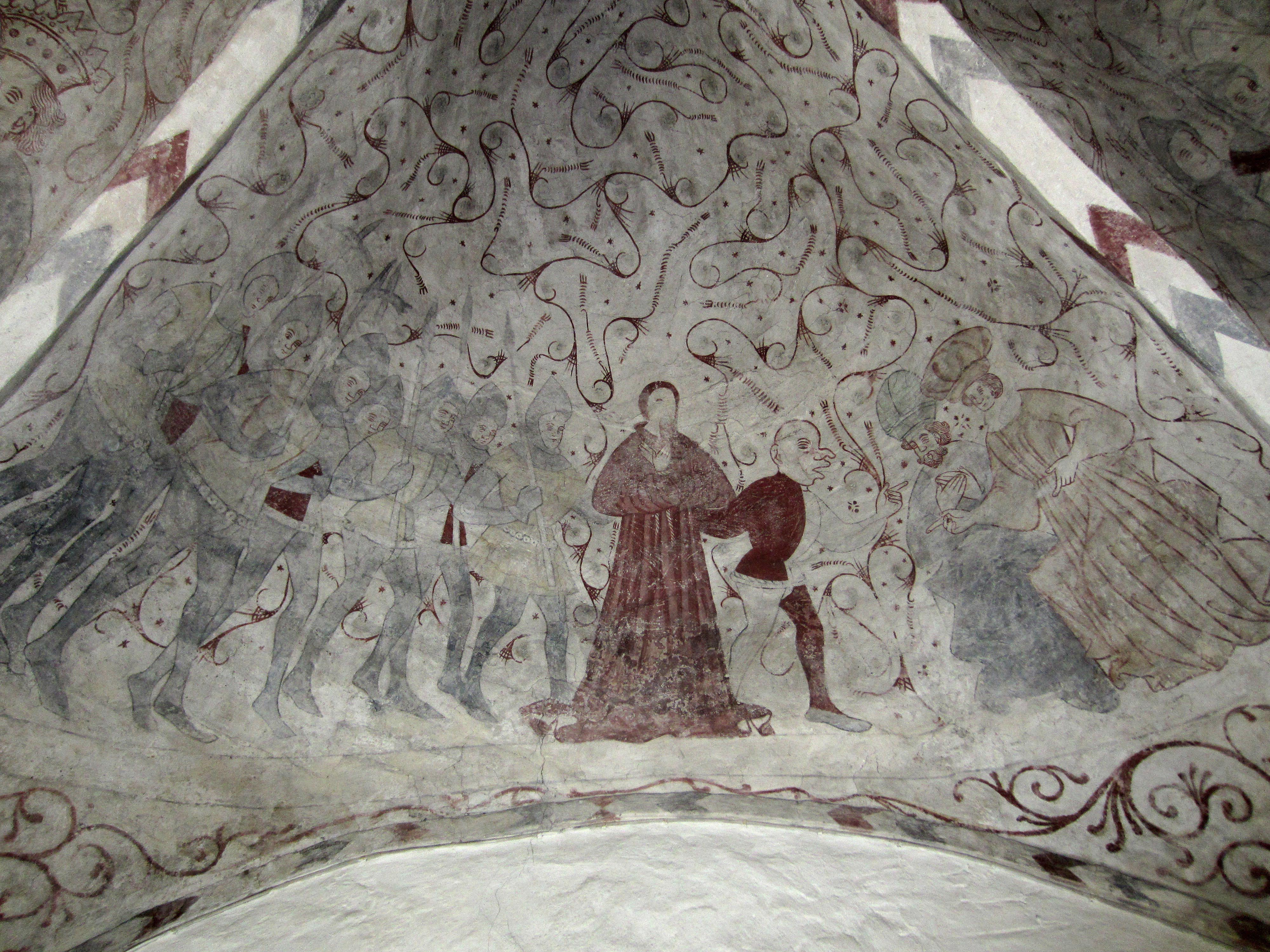
Kalkmålningarna scen 7.
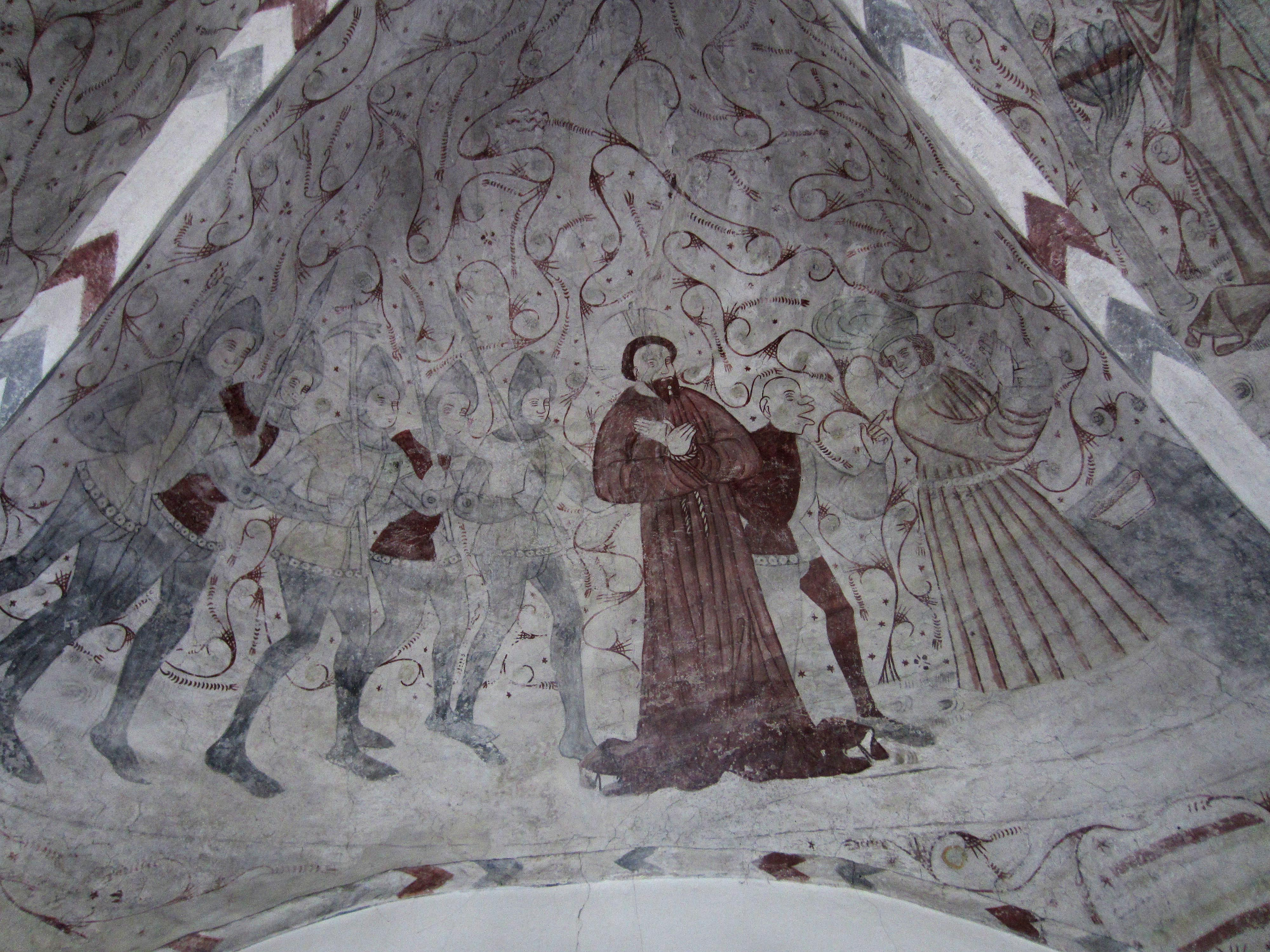
Kalkmålningarna scen 8.